# Le micro brise le silence
Le Micro brise le silence, ou simplement MBS, est un groupe de hip-hop algérien, originaire de Hussein-Dey, à Alger. Fondé en 1993, c'est l’un des premiers groupe de rap algérien à s'être formé.

## Biographie

### Débuts
C'est en 1993 que le groupe est fondé. Les membres du groupe — M'hand Touat (alias Deymed), Redwane Tennoune (alias Red One), Yacine Ayad, et  Rabah Ourrad (alias Donquishoot) — se rencontrent au lycée, et commencent à organiser des concerts hip-hop dès 1993. Hadjira Fezoui (alias Algira) les rejoint par la suite ; elle est la voix féminine du groupe. Tous les cinq sont issus du quartier populaire Hussein-Dey, à Alger,. 
Le groupe intègre au son hip-hop urbain des mélodies traditionnelles, tirées du patrimoine algérien. Leurs textes reflètent le bonheur et le malaise de toute une génération d'Algériens, engagés et conscients de leurs problèmes[réf. souhaitée].

### Premiers albums
Leur premier album studio, intitulé Ouled el bahdja (en français : « Les Enfants de la radieuse »), est publié en 1997. Cet album rencontre un bon succès avec 60 000 exemplaires vendus en quelques mois malgré la censure, et le morceau Ouled el bahdja (Les enfants d'Alger), la radieuse étant le surnom d'Alger, devient un classique du rap algérien. La chanson décrit les problèmes auxquels font face les habitants d'Alger avec le refrain: jusqu'à quand ? Juste une année après, en 1998, sort leur deuxième opus, Al aouama (« La Nageuse »), qui compte 100 000 exemplaires vendus en quelques mois, et leur offre une place sur la scène artistique algérienne et maghrébine.  En 1998, ils participent au concert L'Algérie à Paris, aux côtés de Cheb Khaled, Cheb Mami, et Cheb Yazid (maintenant Amou Yazid).
En 1999, un troisième album, intitulé Le Micro brise le silence, sort chez Universal. L'album compte 20 000 exemplaires vendus. La style musical de MBS véhicule les aspirations d’une jeunesse qui ne cesse de crier son désespoir, les massacres et les abus de l’armée, et le chômage.

### Wellew
En 2001, après leur séparation avec la major de disques Island/Universal, MBS renouent avec leur public algérien. Wellew (« Ils sont revenus ») lui est exclusivement dédié. Un album très agressif et protestataire avec des titres comme Le Réalisateur, Mchi Tel3ab, La Mort, Dziriya (Ana Twiri), Mr le Président, ou encore Houmeti l'Hussein-Dey.

### Maquis bla sleh
En 2005 arrive leur dernier album studio, Maquis bla sleh. Cet album, dont le titre rappelle le sigle du groupe « MBS », est présenté lors d’une conférence animée à la Maison de la presse. Il est composé de 14 chansons, comptabilisant 47 minutes de musique. Dans Maquis bla sleh, le groupe chante qu’il « est toujours possible d’arranger les choses sans recourir aux armes », selon Rabah, parolier attitré de MBS. Dakhla, Achewik (chanson kabyle), El Firan, Mina Alger ila Berlin… sont autant de titres de chanson composant cet album qui ne déroge pas au « militantisme de la rue » prôné par le groupe[réf. souhaitée]. Les ex-« rappeurs d’Hussein Dey », qui vivent depuis 3 ans en France, affirment[Où ?][Quand ?] vouloir « renouer avec le public algérien »[réf. souhaitée].

## Discographie
- 1997 : Ouled el bahdja
- 1998 : Al aouama
- 1999 : Le Micro brise le silence
- 2001 : Wellew
- 2005 : Maquis bla sleh